# Антиохия

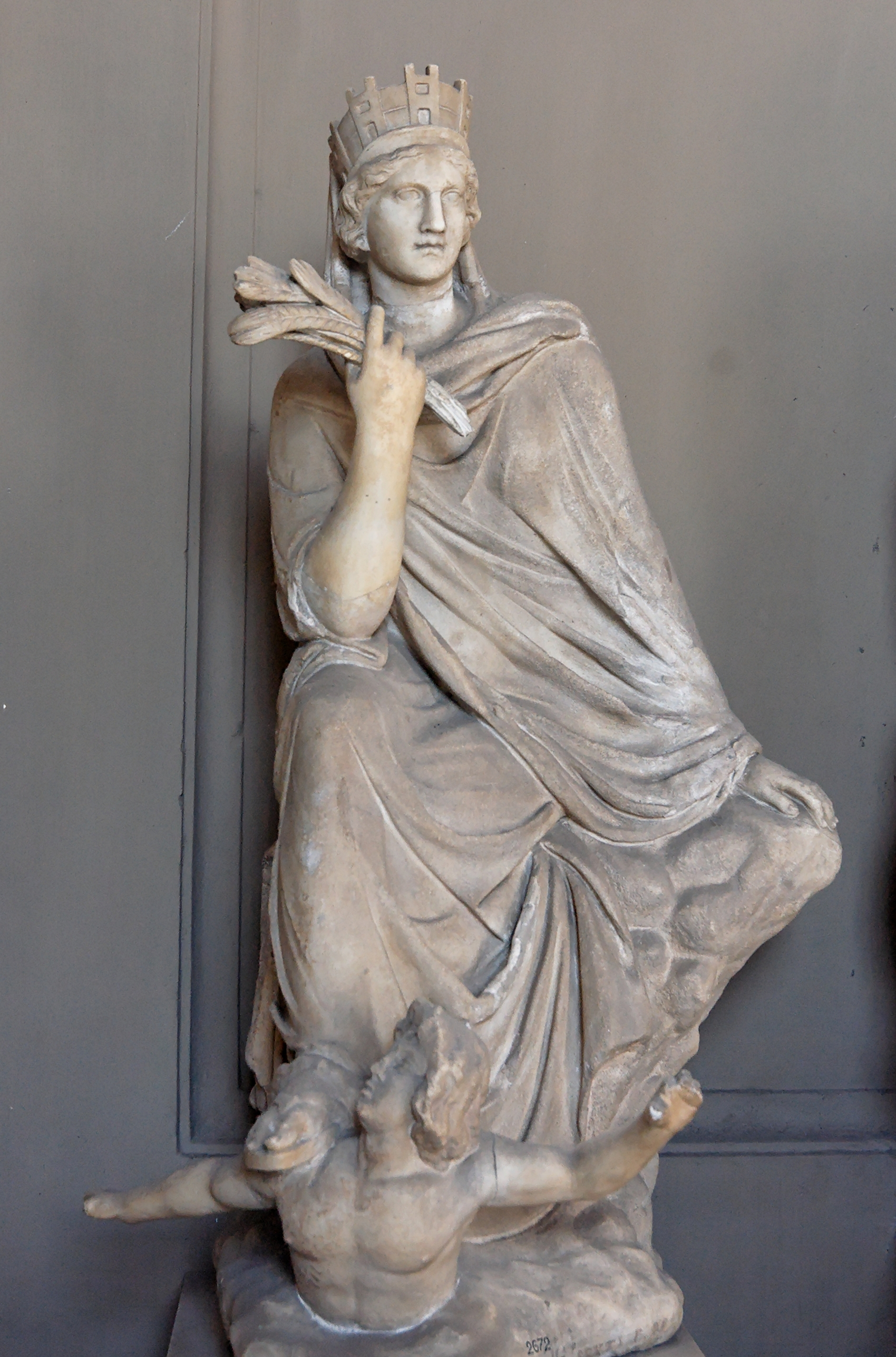
Тихе (Фортуна) города Антиохии. Римская копия с греческого оригинала I в. н. э. Галерея канделябров, Ватикан. Богиня увенчана крепостными стенами города, а у её ног плывёт юноша, символизирующий реку Оронт

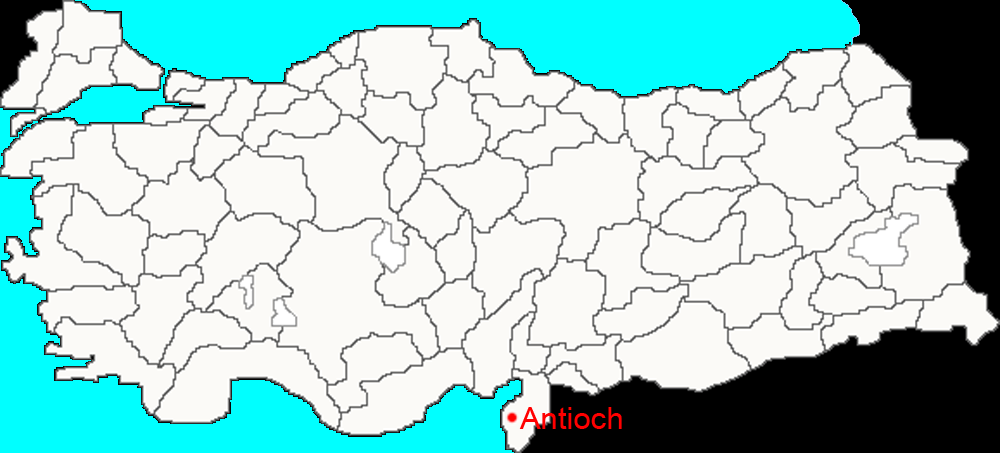
Антиохия на карте Турции

Антио́хия, также Антио́хия-на-Оро́нте (др.-греч. Ἀντιόχεια ἡ ἐπὶ Ὀρόντου, Антиохия-на-Да́фне, др.-греч. Ἀντιόχεια ἡ ἐπὶ Δάφνῃ, Антиохия Великая, др.-греч. Ἀντιόχεια ἡ Μεγάλη, Антиок, грабар Անտիոք) — древний эллинистический город на территории современной Турции, на восточном берегу реки Эль-Аси (Оронт). Современное название города — Антакья, это название было получено в ходе арабского завоевания города в VII веке.
Антиохия была основана в IV веке до н.э. Селевком I Никатором, одним из полководцев Александра Македонского. Этот город, имевший важное географическое, военное и экономическое значение, на протяжении веков был одной из столиц государства Селевкидов, позже одним из крупнейших и важнейших городов Римской и Византийской империй. Во времена Второго Храма Антиохия была центром эллинистического иудаизма, а позже — колыбелью раннего христианства. Согласно Новому Завету, именно здесь ученикам Христа впервые дано было имя «христиане» (Деян. 11:26). В Средние века Антиохия пришла в упадок по ряду причин, включая землетрясения, войны — особенно Крестовые походы и монгольские завоевания — и связанные с ними изменения торговых путей.

## Антиохия в древности

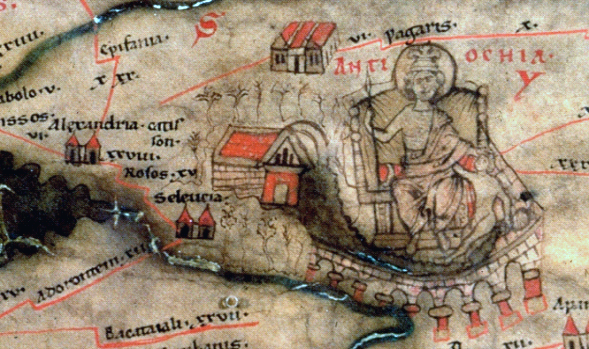
Карта Пейтингера с изображением Антиохии, Александрии и Селевкии в IV веке

Антиохия была основана диадохом Селевком I Никатором. После победы над Антигоном I Одноглазым в битве при Ипсе Селевк пожелал основать на завоеванных землях ряд городов — первым из них стала Селевкия Пиерия. Согласно «Хронографии» Иоанна Малалы, Селевк посетил город Антигония — бывшую столицу государства Антигона, также стоявшую на реке Оронт — и в храме Зевса просил совета, следует ли и ему отстраивать этот город дальше или построить собственный. Ему будто бы был дан знак свыше: прилетевший орёл выхватил с жертвенника кусок мяса и улетел с ним к горе Сильпий. Опасаясь сходящих с горы ручьёв и зимних потоков, Селевк выстроил город не на самой горе, а в долине напротив неё, на месте селения под названием Боттиа. Для этого Селевк повелел разобрать все постройки Антигонии и перевезти строительный камень на новое место. Антиохия была основана на двенадцатый год правления Селевка (300 г. до н. э.), в «22-й день месяца Артемисия-мая, в первый час дня, когда восходило солнце».
Город делился на 4 квартала, каждый из которых был окружён отдельной стеной, а вместе они были обнесены ещё более высокой и укреплённой стеной. Находясь на перекрёстке таких караванных путей как Дорога специй, Великий шёлковый путь и Царская дорога, Антиохия контролировала торговлю между Востоком и Западом. В годы расцвета в городе жило более 500 тыс. человек. За век мужское население города достигло 6 тыс. людей.
Позже Антиохия ненадолго вошла в состав Великой Армении, потом (с 64 года до н. э.) стала резиденцией наместника римской провинции Сирия. Антиохия была четвёртым по величине городом Римской империи после Рима, Эфеса и Александрии, вторым по величине городом в Восточной Римской империи и Византийской империи. Во дворце Селевка жили Гней Помпей и Коммод, устроивший здесь Олимпийские игры.
Во времена Второго Храма Антиохия была центром эллинистического иудаизма.
Согласно Новому Завету, последователи Христа впервые начали называться христианами именно в Антиохии (Деян. 11:26). Позже Антиохию стали называть колыбелью христианского богословия, с ней связана Антиохийская школа богословия. Здесь родился и начинал служение проповедник Иоанн Златоуст. В Антиохии находился центр одной из четырёх древнейших автокефальных церквей — Антиохийской церкви (после упадка города административный центр патриархата перенесён в Дамаск).

## Под властью Византии
В IV—VII веках Антиохия входила в состав Византии. В течение второй половины IV века Антиохия приобрела роль крупнейшего культурного и интеллектуального центра римско-византийского Востока. Здесь процветала риторическая школа Либания, одним из воспитанников которой стал св. Иоанн Златоуст. В 325 году н.э. здесь состоялся Антиохийский собор под председательством Евсевия, осудивший арианство, и являвшийся предвестником Никейского собора. 
С Антиохией был связан происхождением крупнейший позднеримский историк Аммиан Марцеллин. Посетив Антиохию перед Персидским походом, император Юлиан Отступник убедился в тщетности усилий по возрождению традиционного язычества. Здесь же жил и работал автор «Хронографии» от Сотворения мира до Юстиниана Иоанн Малала (VI в.). В городе существовала интенсивная муниципальная жизнь, конкурировали местные «партии цирка», продолжали устраиваться конские ристания и другие зрелища. Здесь были воздвигнуты величественные христианские храмы, в том числе «Великая церковь», освященная в 341 г., а также храм св. Феклы, мартирий мученика Вавилы и др. В пригородном районе Дафны были построены многочисленные виллы богатых горожан, украшенные великолепными мозаиками. Преобладало грекоязычное население, имевшее муниципальную организацию, но в городе проживали также и сирийцы. В ранневизантийское время в городе часто случались разрушительные природные стихийные бедствия, как Антиохийское землетрясение 526 года. Пострадавший от сильного землетрясения город в VI веке был на короткое время завоёван и разрушен иранским шахом Хосровом I Ануширваном. Юстиниан I восстановил Антиохию. В начале VII в. в ходе византийско-иранских войн персы также захватывали город. В 637 г. Антиохия была на длительное время захвачена арабами-мусульманами.

## В составе халифата
Армия Праведного халифата захватила город в 637 году после Битвы у железного моста. Город получил арабское имя Антакья (араб.  أنطاكيّة‎). Омейяды не смогли продолжить наступление через Анатолийское плато, и город оказался на границе двух враждующих империй. Из-за этого он пришёл в упадок. Владычество мусульман продолжилось более 330 лет.

## Вновь в составе Византии

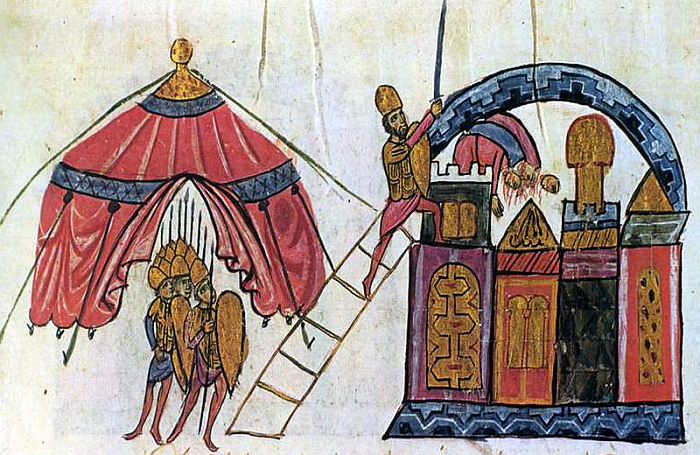
Взятие Антиохии в 969 году

В период великих восточных походов императора Никифора II Фоки Антиохия была возвращена в состав Византии. Для осады величайшего из христианских городов император Никифор II основал замок Баграс, лично заложив основания крепости в 968 г. В следующем, 969 году, в присутствии самого императора, Антиохия была взята византийской армией Петра Евнуха и Михаила Вурцы.
Вскоре Антиохия стала центром фемы во главе с дукой, который возглавлял войска империи в северной Сирии и Киликии.
Период второго византийского правления в Антиохии и северной Сирии (969—1084 гг.) был сопряжён с массовым притоком христианского населения — грекоязычных ромеев, арабоязычных мелькитов, армян; рядом репрессий против сиро-яковитов; литургической византинизацией Антиохийской Церкви; чередой кампаний византийских императоров и наместников против мусульманских твердынь западной Сирии — Алеппо, Апамеи, Арки, Триполи. Восстановив своё господство над Антиохией, ромеи начали крупномасштабное строительство в черте города. Стараниями византийских василевсов был перестроен и заново украшен кафедральный собор Св. Петра (церковь Кассиана) и патриархия, возведены новые церкви (такие как базилика Св. Георгия, церковь Св. Луки, церковь Св. Иоанна Златоуста), а на почти пятисотметровой горе Сильп византийские зодчие воздвигли неприступную цитадель Антиохии. В этот же период были основаны новые монастыри близ Антиохии, такие как монастырь Пресвятой Богородицы Джараджима на горе Аль-Луккам («Дивной горы» у гавани Св. Симеона), Лавра Св. Илии Пророка у морского берега на северных склонах Аманоса, монастырь Бетиас меж Оронтом и Антиохией, и т. д. Этот период может по праву считаться и золотым веком для грузинского монашества на территории Антиохийского Патриархата; иверийскими иноками, приходившими служить на земли своей Матери-Церкви, были основаны многочисленные обители, такие как монастырь Пресвятой Богородицы Калипос, Касталия, Твали, Цхарота и т. д..
В период арабского, византийского и франкского правления, кафедральным собором Антиохии был собор Св. Апостола Петра, также известный как «церковь Кассиана» или «Аль-Кусиан». Собор был местом интронизации и погребения антиохийских патриархов и франко-нормандских князей, хранилищем основных антиохийских реликвий (кафедры и цепей Апостола Петра, жезла св. Иоанна Златоуста, части главы Иоанна Предтечи), центром патриархии, патриаршей школы и патриаршего госпиталя. Другим почитаемым храмом была круглая церковь Пресвятой Богородицы, воздвигнутая Юстинианом I Великим в VI в. Эта церковь была столь почитаемой, что ее утварь и убранство не тронули даже турки-сельджуки (1084—1098). Так, богородичная церковь Юстиниана была единственным антиохийским храмом, представшим перед крестоносцами в своем исконном, византийском блеске. Все церкви были уничтожены мамлюками во время разорения города в мае 1268 года.
После сокрушительного поражения византийской армии при Манцикерте в 1071 году император Роман IV Диоген вынужден был в обмен на свободу отдать Антиохию туркам-сельджукам. Однако в городе оставался византийский гарнизон и наместник. В 1076 году город переходит под власть Филарета Варажнуни. 12 декабря 1084 года город был захвачен Румским султаном Сулейманом ибн Кутлумышем (цитадель города сдалась месяц спустя). Затем Антиохия перешла под власть Мелик-шаха, который назначил туда своего наместника.

## Антиохийское княжество

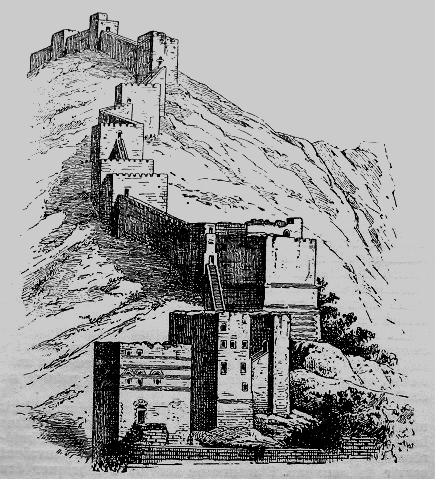
Стены Антиохии во времена крестоносцев

После долгой осады крестоносцы взяли Антиохию в 1098 году; но не передали город Византии, а основали здесь своё государство — Антиохийское княжество, существовавшее до 1268 года. Князем Антиохии стал Боэмунд Тарентский. После уничтожения Антиохийского княжества мамлюкским султаном Бейбарсом город потерял своё значение.
Княжество Антиохия было третьим по величине по сравнению с другими государствами крестоносцев в Леванте (ему уступало только графство Триполи). Княжество занимало северо-восточное побережье Средиземного моря, гранича с Киликийским царством и графством Эдесским на севере и с графством Триполи на юге. В XIII веке его население составляло около 30 000 человек и состояло преимущественно из православных греков и армян. Кроме того, за пределами города существовало некоторое количество мусульманских общин.
Подавляющее большинство крестоносцев, поселившихся в Антиохии, были родом из Нормандии и южной Италии.

## Современность
В настоящее время Антиохия представляет собой город Антакья, центр турецкого вилайета Хатай (с 1516 года). С 1920 по 1939 годы была столицей независимой республики Хатай.